# Đồi Buda

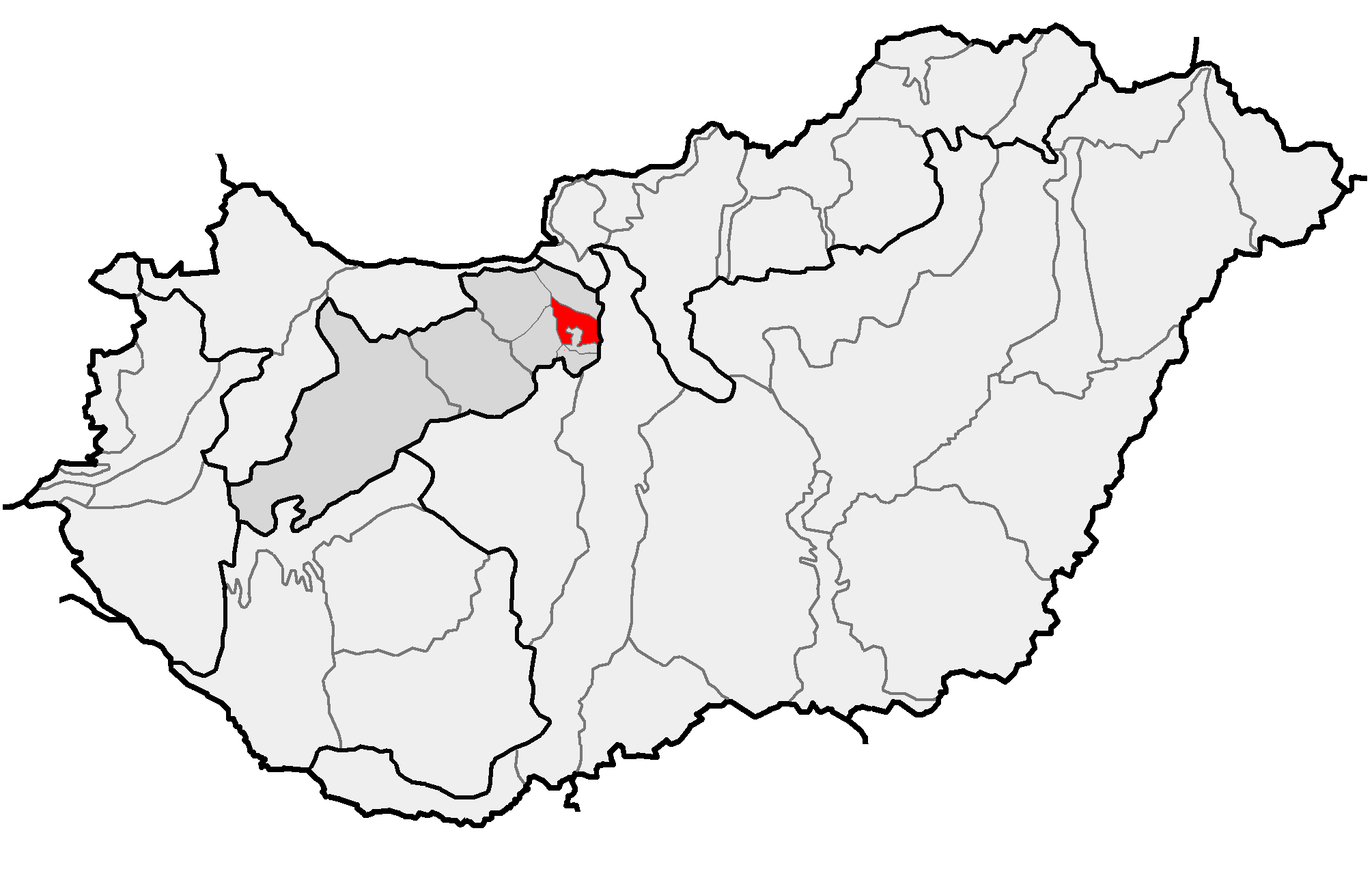
Vị trí của Đồi Buda (Budai-hegyek) trong các phân khu của Hungary. Đồi Buda (Budai-hegység) bao gồm Budaörs nằm ở phía nam lưu vực Budakeszi (Budaörsi- és Budakeszi-medence) và Cao nguyên Tétény (Tétényi-fennsík).

Đồi Buda (tiếng Hungary: Budai-hegység) là một dãy núi thấp gồm nhiều ngọn đồi trải dài từ Lưu vực Budakeszi tới Cao nguyên Tétény của thủ đô Budapest, Hungary. Tại đây có một số địa điểm nổi tiếng thuộc quản lí của thành phố như: Đồi Gellért, Várhegy, Rózsadomb, Đồi Sváb, Đồi János, Đồi Széchenyi và Đồi Sashegy.

## Địa chất học
Đồi Buda tuy không phải khu vực có tài nguyên dồi dào nhưng lại là nơi có nguồn địa chất phong phú, rất có ích trong việc nghiên cứu địa chất của khu vực. Trong đó, điển hình là Đá dolomit Budaörs xuất hiện từ Kỷ Tam Điệp (hay kỷ Trias) là hệ tầng lâu đời nhất được tìm thấy ở Đồi Buda. Các nhà khoa học còn phát hiện một số loại đá xuất hiện thời Tiền Tam Điệp gồm chert dolomit (một loại đá trầm tích chứa silic), đá vôi. Ngoài ra, bề mặt Trassic phủ lên một số khu vực tạo thành từ các tầng kết tụ   và các muối carbonat phân cực  có cấu trúc rất phức tạp.
Trong khoảng thời gian xuyên suốt từ giai đoạn cuối của kỷ Phấn trắng cho tới kỷ Priabonian, khu vực Đồi Buda là một môi trường cạn diễn ra mạnh mẽ quá trình phân hủy của các loại đá hòa tan như đá vôi, đá dolomit, thạch cao. Đây cũng là thời điểm các kiến tạo từ kỉ Tam Điệp bị xói mòn. Tuy nhiên, thế Eocen tái tạo thêm các khu vực trầm tích tích tụ trên cạn. Ngày nay, đồi Buda được rất nhiều nhà địa chất học tới đây lấy mẫu địa chất phục vụ cho công tác nghiên cứu. Ý thức được những giá trị mà đồi Buda mang lại, chính phủ Hungary đang xem xét thành lập khu bảo tồn và các trạm nghiên cứu trực tiếp tại khu vực này.

## Ngọn đồi nổi tiếng

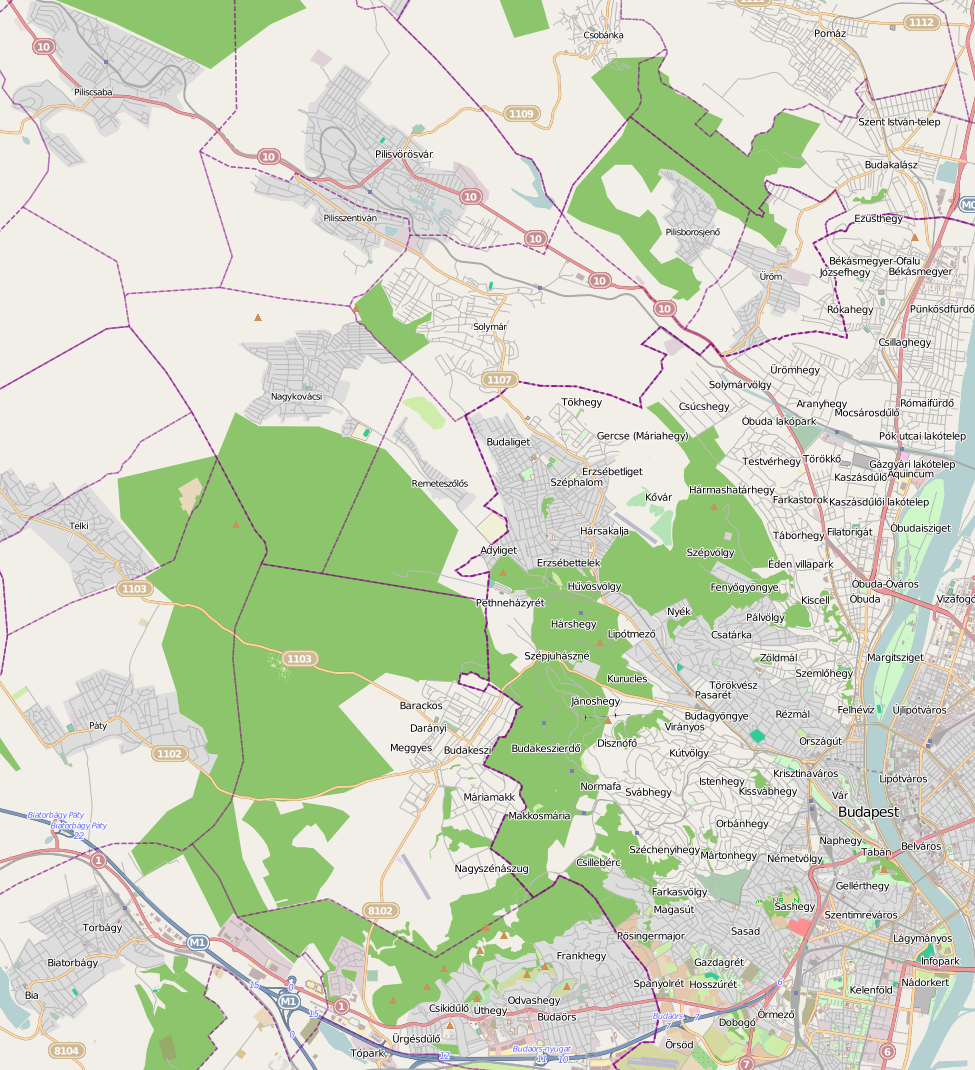
Bản đồ của Đồi Buda

Một số ngọn đồi được cho là nổi tiếng nhất của khu vực:
- Budaörsi Hill [hu]
- Đồi Ferenc
- Đồi János
- Kutya Hill [hu]
- Nagy-Kopasz [hu]
- Nagy-Szénás [hu]
- Remete Hill [hu]
- Szabadság Hill [hu]
- Széchenyi Hill [hu]
- Zsíros Hill [hu]

## Một số hình ảnh

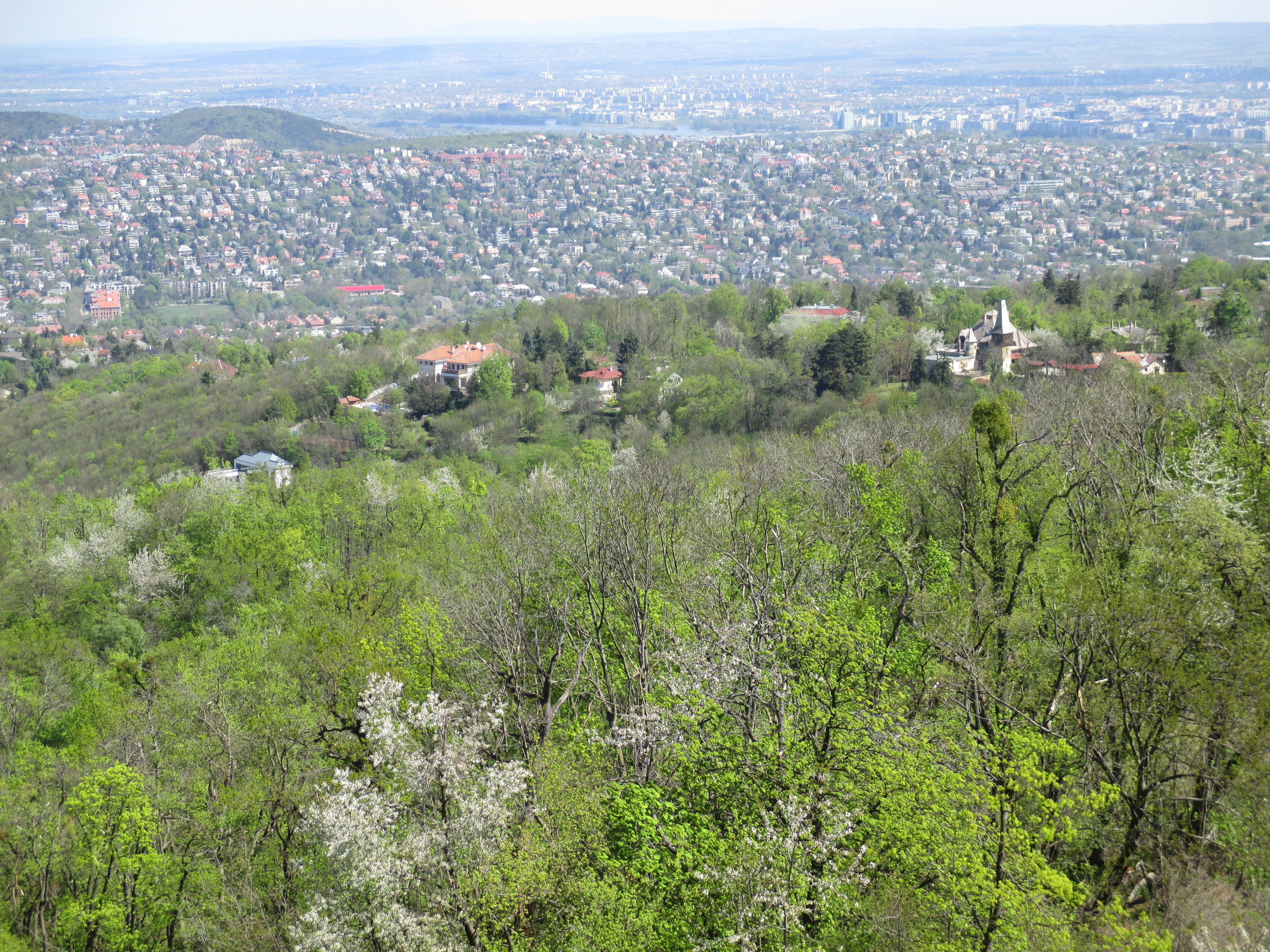
Khung cảnh tổng quan của những ngọn đồi
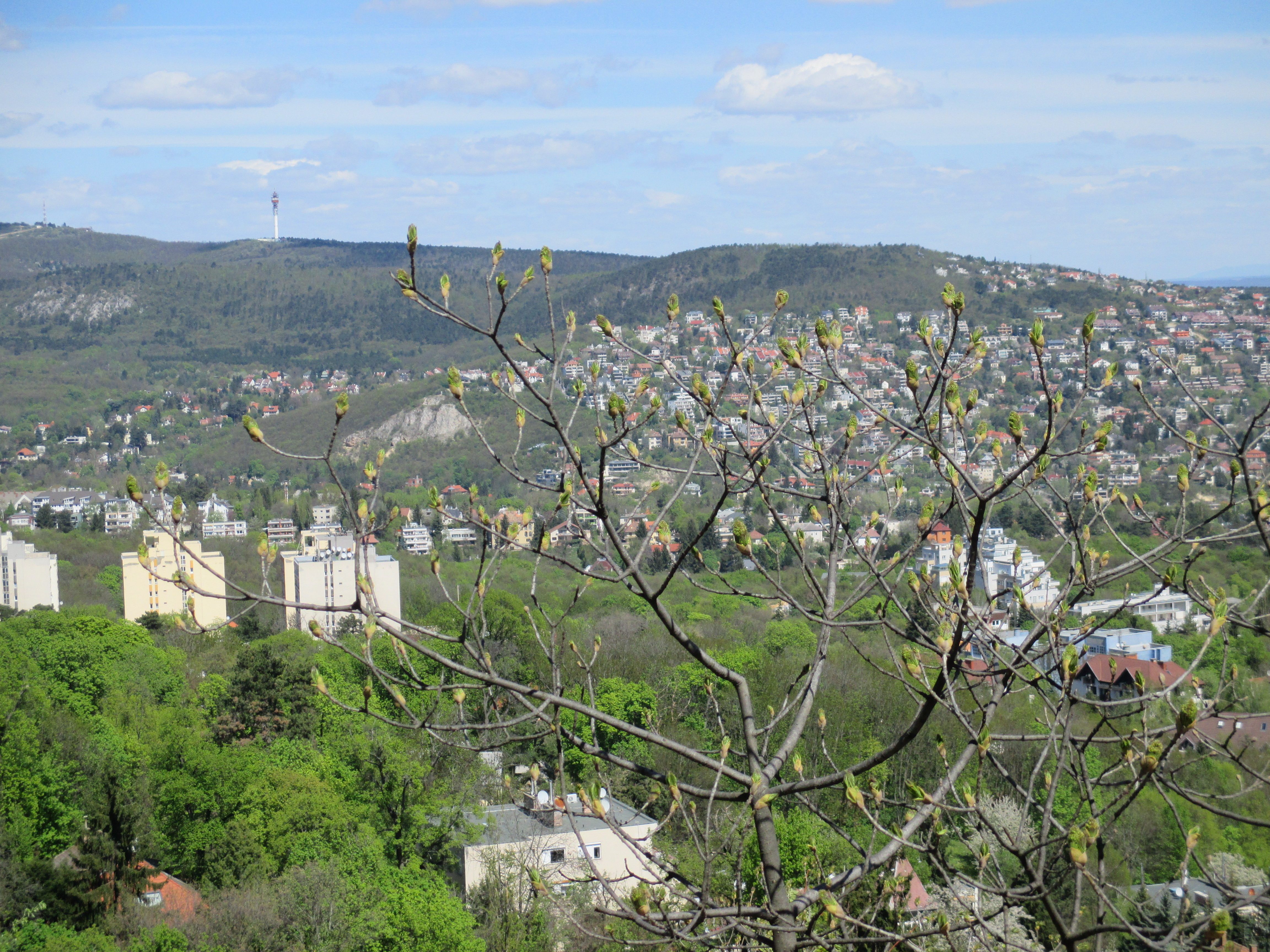
Ngọn đồi từ một góc nhìn khác
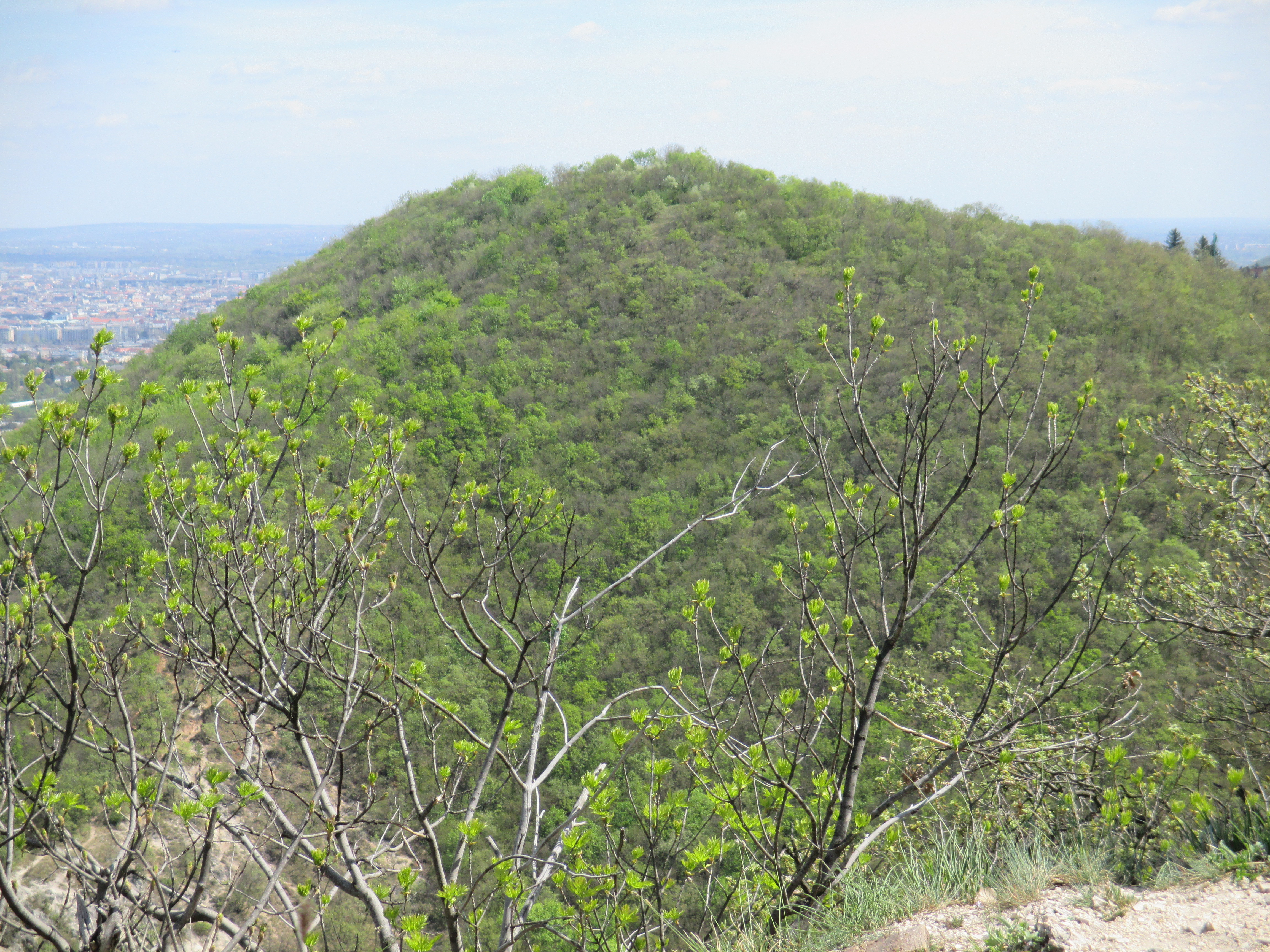
Hunyad-orom
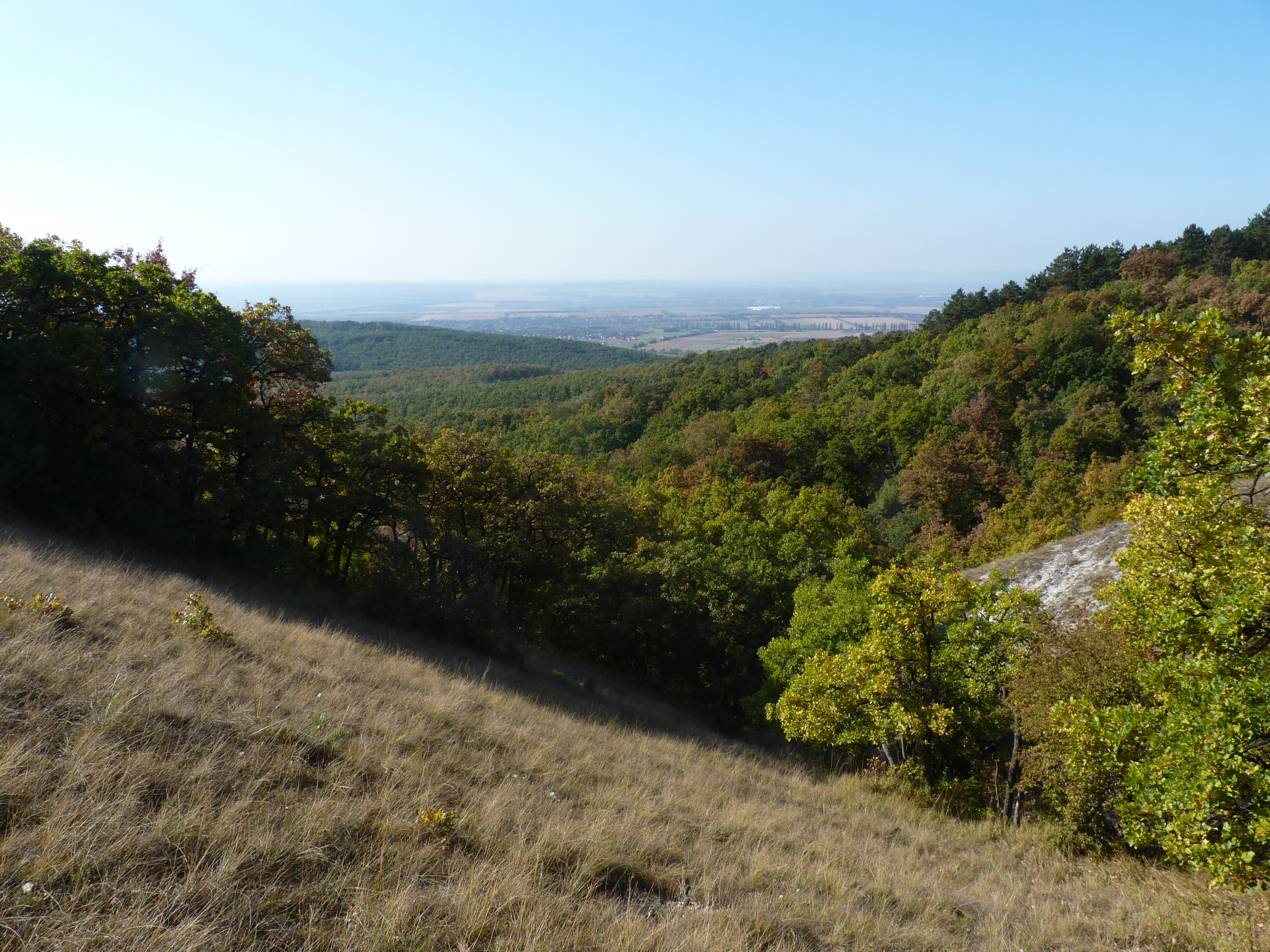
Một con dốc trên những ngọn đồi
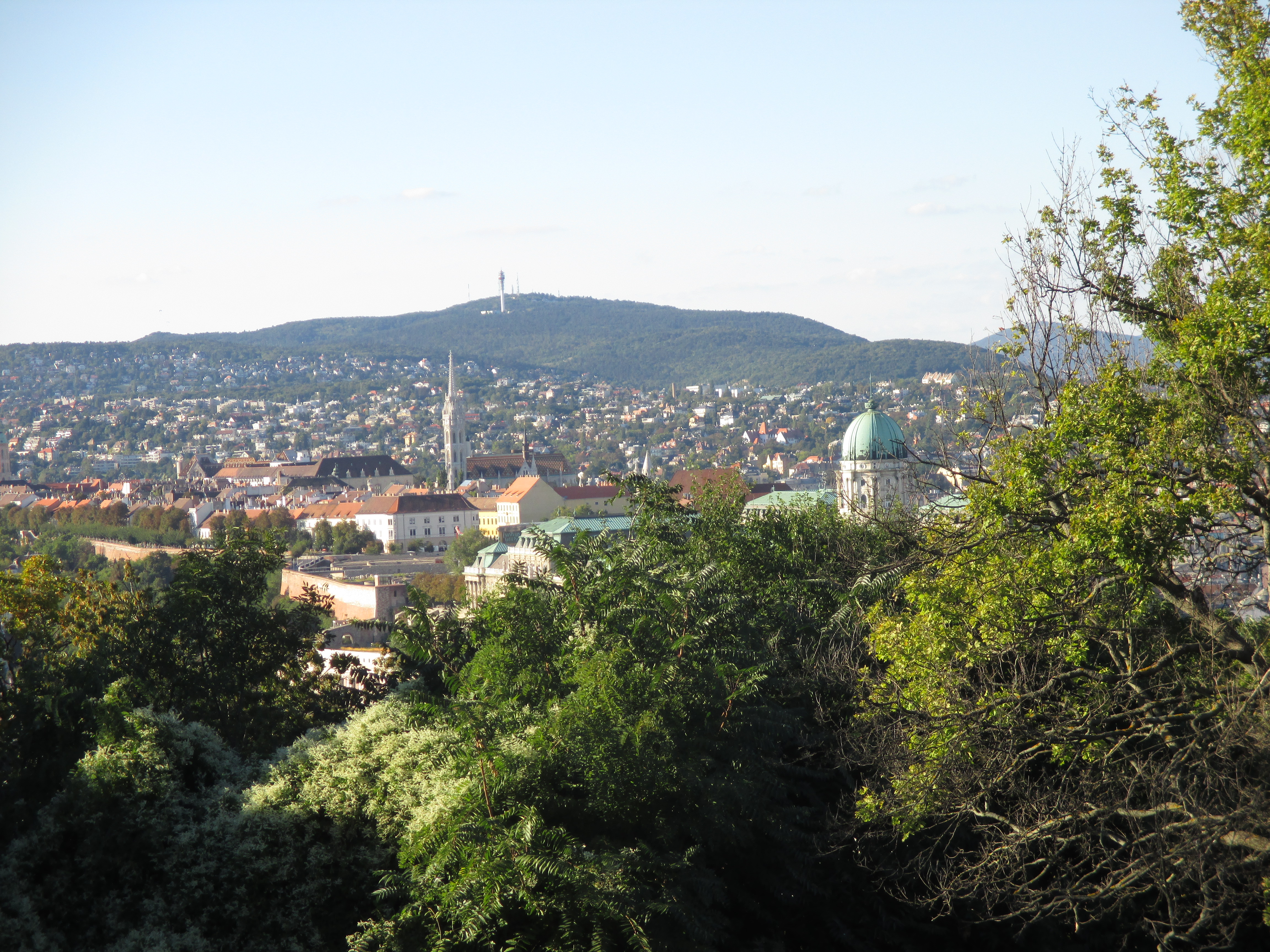
Quang cảnh quan sát được từ Đồi Gellért